# Nasikabatrachus sahyadrensis
Nasikabatrachus sahyadrensis – gatunek płaza, jeden z dwóch przedstawicieli rodziny Nasikabatrachidae (obok Nasikabatrachus bhupathi). Występuje w Ghatach Zachodnich w południowych Indiach. Najczęściej używane nazwy dla tego gatunku to żaba purpurowa lub żaba świnionosa. Opisana została w październiku 2003 roku i jest unikatowa dla tego regionu geograficznego.

## Opis
Nasikabatrachus sahyadrensis niezbyt przypomina typową żabę. Ma przysadziste ciało, nieco bardziej bułczaste w porównaniu do innych żab o spłaszczonym ciele. Jego ramiona i nogi rozszerzają się na zewnątrz, ich kształt ciała jest podobny, jak u innych żab. W porównaniu do innych gatunków żab, N. sahyadrensis ma małą głowę i raczej dziwny, spiczasty ryjek. Osobniki dorosłe są zazwyczaj ciemnofioletowe. Okaz, na podstawie którego gatunek początkowo został opisany, był długi na siedem centymetrów – od czubka pyska po ujście kloaki.

## Występowanie
Gatunek został odkryty w dystrykcie Idukki w stanie Kerala przez S.D. Biju z tropikalnego ogrodu botanicznego i Instytutu Badawczego w Palode w Indiach oraz Franky′ego Bossuyta z Vrije Universiteit Brussel (Uniwersytet Otwarty w Brukseli). Zwierzę było dobrze znane wśród lokalnej ludności już wcześniej, jednak kilka wcześniejszych okazów zostało zignorowanych.
Wcześniej obszar występowania gatunku był ograniczany do Ghatów Zachodnich, na południe od przełęczy Palghat. Nowe odkrycia poszerzyły zasięg dalej na północ od przełęczy.

## Ekologia
Żaba spędza większość czasu pod ziemią. Wynurza się tylko na około dwa tygodnie, w porze monsunowej, w celu łączenia się w pary. Prowadzi samotniczy tryb życia, dlatego została tak późno odkryta przez biologów.
W odróżnieniu od wielu innych ryjących w ziemi gatunków żab, które pojawiają się i żywią na powierzchni, ten gatunek znajdowany jest pod ziemią i żywi się głównie termitami – korzystając z języka i specjalnego policzkowego rowka. Parząc się, wykonują ampleksus pachowy, unosząc się w wodzie deszczowej w sadzawkach.

## Taksonomia i systematyka
Nazwa naukowa wywodzi się z sanskrytu od słowa nasika (nos), odnoszącego się do spiczastego pyska. Batrachus po grecku to żaba, a Sahyadri to miejscowa nazwa łańcucha górskiego, gdzie ten gatunek został znaleziony – Ghatów Zachodnich.
Żaba jest żywą skamieniałością i początkowo została przydzielona do nowej, swojej własnej rodziny, Nasikabatrachidae. Później została przydzielona do Sooglossidae, której przedstawiciele zamieszkują wyspy Seszele. Obecnie zaliczana jest ponownie do monotypowej rodziny Nasikabatrachidae. Występowanie blisko ze sobą spokrewnionych rodzin Nasikabatrachidae i Sooglossidae na tak odległych od siebie obszarach wynika z tego, że ich wspólni przodkowie około 100 milionów lat temu zamieszkiwali odłączony od Gondwany wskutek dryfu kontynentalnego subkontynent, obejmujący dzisiejsze Seszele, Indie i Madagaskar; około 65 milionów lat temu Seszele i subkontynent indyjski ostatecznie się rozdzieliły i odtąd płazy te ewoluowały niezależnie, tworząc dwie odrębne rodziny.